# Lee Rowland
Lee Rowland (* 1953) ist ein britischer Footballtrainer.

## Laufbahn
Rowland, der eine Lehre als Stahlarbeiter durchlief und Football auf der Position des Linebackers bei den Croydon Coyotes spielte, begann seine Trainerlaufbahn in seinem Heimatland, dem Vereinigten Königreich: Zwischen 1984 und 1987 war er Mitglied des Trainerstabs der Merton Admirals und betreute bei der Mannschaft aus der zweiten britischen Liga die Offensive Line. Von 1988 bis 1991 hatte er bei den SMC Admirals das Cheftraineramt inne. 1992 wechselte Rowland zum Erstligisten London Olympians, war zunächst ein Spieljahr als Assistenztrainer für die Offensive Line zuständig sowie von 1993 bis 1995 dann Angriffskoordinator der Mannschaft. Er trug zu den Eurobowl-Siegen der Londoner in den Jahren 1993 und 1994 bei, zudem wurde er mit ihnen dreimal englischer Meister.
1996 ging Rowland nach Deutschland und betreute in den Spieljahren 1996, 1997 und 1998 den Bundesligisten Hanau Hawks als Cheftrainer. 1997 führte er Hanau ins Halbfinale um die deutsche Meisterschaft. 1999 war der Brite Cheftrainer der Aschaffenburg Stallions, ebenfalls in der höchsten deutschen Spielklasse. Zur Saison 2000 zog es Rowland nach Norddeutschland, er übernahm das Cheftraineramt bei den Hamburg Blue Devils, bereits im Juni 2000 wurde er wieder entlassen, nachdem der Saisonauftakt verpatzt worden war und sich zudem das Verhältnis zwischen Rowland und Teilen der Mannschaft als schwierig erwiesen hatte. Im Jahr 2000 endete zudem seine Tätigkeit bei der britischen Nationalmannschaft, für die er seit 1994 als Angriffskoordinator und Trainer der Offensive Line fungiert hatte.
In der Saison 2003 arbeitete er als Verteidigungskoordinator der Rüsselsheim Razorbacks in der GFL. Im Vorfeld der 2005er Saison trat Rowland den Dienst als Cheftrainer des Zweitligisten Darmstadt Diamonds an, führte die Mannschaft in seinem ersten Amtsjahr zum GFL-Aufstieg und betreute sie anschließend 2006 auch in der höchsten deutschen Spielklasse. Er geleitete Darmstadt als Aufsteiger ins GFL-Viertelfinale, dort schied man gegen den späteren deutschen Meister, die Braunschweig Lions, aus. Im Jahr 2007 gehörte Rowland dem Trainerstab der Cologne Centurions (NFL Europe) an und war bei den Kölnern für die Betreuung der Spieler mit Sonderaufgaben sowie die Runningbacks verantwortlich. Nach dem Ende der Saison in der NFL Europe war der Brite im Trainerstab der Webber International University im US-Bundesstaat Florida tätig.
Am 1. Januar 2008 trat Rowland bei den Dresden Monarchs das Amt des für die Offensive Line sowie das Laufspiel zuständigen Assistenztrainers an und arbeitete bei den Sachsen unter Cheftrainer Shuan Fatah. Mit Fatah arbeitete er auch 2009 und 2010 bei den Berlin Adlern zusammen. Als Koordinator des Angriffsspiels war Rowland am deutschen Meistertitel der Berliner im Jahr 2009, der Vizemeisterschaft 2010 sowie des Gewinns des Eurobowls 2010 beteiligt.
2011 wechselte er im Gespann mit Fatah zu den Swarco Raiders nach Österreich und hatte auch dort das Amt des Koordinators des Angriffsspiels inne. Bis zum Ende der Saison 2019 gewann Rowland als Assistenztrainer mit den Tirolern fünf österreichische Meistertitel, 2011 den Eurobowl, erreichte 2013 und 2016 wieder den Eurobowl (verlor dort aber), holte dreimal den Sieg in der Central European Football League und gewann je einmal das Endspiel der ECTC (European Club Team Competition) sowie das Superfinal. Während seiner Amtszeit in Tirol weilte er im November 2013 als Gasttrainer an der US-Hochschule University of California, Los Angeles (UCLA). Nach dem Abschied aus Österreich wechselte Rowland gemeinsam mit Fatah nach Deutschland zurück und nahm im Vorfeld der 2020er Saison ein Angebot der Hildesheim Invaders an, bei denen der „Offensiv-Fachmann“ erneut unter Cheftrainer Fatah als Angriffskoordinator tätig wurde. Die Saison wurde wegen der COVID-19-Pandemie nicht ausgetragen, Rowland wechselte 2021 zusammen mit Fatah zu den Berlin Adlern (inzwischen in der zweiten Liga) zurück. Ende September 2023 wurde Rowland bei den Berlinern zum Cheftrainer befördert, Anfang März 2024 kam es noch vor dem Saisonbeginn zur Trennung.
In der Saison 2024 war Rowland Special Team Coordinator der Berlin Thunder. Zur Saison 2025 wechselt er als Offensive Coordinator zu den Hamburg Sea Devils, wo er wie zuvor in Berlin und Innsbruck mit Fatah zusammenarbeitet. Nachdem Fatah noch im Vorfeld der Saison als Head Coach zurückgetreten war, übernahm Rowland dessen Amt.